# Indila
Adila Sedraïa (Párizs, 1984. június 26. –), művésznevén Indila francia énekesnő és dalszerző. Sok zenésszel együttműködött az éneklés és a dalszerzés területén, mielőtt kiadta első kislemezét, a Dernière danse-t ("Utolsó tánc"), 2013 decemberében, amely elérte a SNEP Top 2-t Franciaországban. Az első albumát, a Mini World-öt 2014 februárjában adta ki. 

## Élet és karrier
Indila Párizsban született 1984. június 26-án. A nagyanyja esküvőkön énekelt. Indila magát a "világ gyermekeként" írja le.  Ő algériai, egyiptomi, indiai és kambodzsai származású, és azt mondja, hogy az ő művésznevét, Indila-t az India iránti csillapíthatatlan rajongása miatt választotta. Énekesi karrierje előtt idegenvezetőként dolgozott a Marché international de Rungis-n .  Enrico Macias-t írja le mint első zenei befolyását, de még ide tartozik Michael Jackson, Ismaël Lo, Buika, Warda Al-Jazairia, Brel, Lata Mangeshkar is. Amellett, hogy ő az anyanyelvén francia, Indila még angolul énekelt  Youssoupha Dreamin' című dalához és DJ Abdel Bye Bye Sonyé című dalához, és énekelt hindi nyelvű refrént TLF Criminel című dalához és Rohff Thug mariage című dalához.
A Skalpovich zenei producerrel való találkozása lehetővé tette, hogy belépjen a rap világába, és végül együttműködjön több francia rapperrel.  Indila 2009 környékén kezdte zenei karrierjét, és énekelt (többek között) Vitaa Invitaation című dalához, L'Algérino Trinité című dalához, Rohff Thug mariage című dalához, Soprano Hiro című dalához, és ő készítette Admiral T J'ai besoin d'y croire című dalát. A Hiro volt az első sikeres együttműködése, a francia listákon a 26. és a belga 27. helyen szerepelt. Az elkövetkező három évben folytatta együttműködését számos más francia rapperrel és DJ-vel, köztük Nessbeal Poussière d'empire című dalához ,TLF Criminel című dalához, OGB Press pause című dalához, DJ Abdel Bye Bye Sonyé című dalához, Youssoupha Dreamin' című dalához amely júliusban tetőzött 2012-ben a 14-es helyen a francia SNEP listáiban – és Axel Tony Ma Reine című dalához.  Ő készítette Matt Pokora Plus Haut cíimű dalát, valamint Axel Tony Avec Toi című dalát, amiben Tunisiano közreműködött, Itt a valódi neve "Adila Sedraïa" szerepel. Az Avec toi, amelyet Skalp gyártott, 2012 novemberében elérte a 7. helyet Franciaországban a listákon.   
2013 novemberében Indila kiadta első kislemezét – a Dernière danse ("Utolsó tánc") című albumát – a Mini World albumból, amely gyorsan sikeres lett. 2014. január 4-én érte el a francia toplisták top 10-ét, január 18-án pedig a 2. helyet érte el, ahol a március 22-i héten maradt. A dal 2015 áprilisától a francia top 200-ban maradt, összesen 77 hét alatt a top 200-ban.  Sikerrel járt Franciaországon kívül is; 2014. február végére a Dernière danse volt az első szám az iTunesban Görögországban és Romániában, és a második szám az iTunesban Törökországban. A Dernière danse zenei videó, amit 2013. december 4-én adtak ki, 2014. július 30-án 100 millió YouTube-megtekintést ért el és 2019 júliusában már több mint 550 millió megtekintéssel rendelkezik.  
2014 februárjában Indila kiadta első albumát, a Mini World-öt, amelyet a Skalp készített. A Dernière danse mellett az album két másik kislemeze is eljutott a francia toplisták top-20-ba: a Tourner dans le vide ("Pördülés az ürességben"), amely elérte a 13. számot, és az SOS, amely elérte a 8. számot. Az album debütáló héten volt az első számú legkeresettebb album Franciaországban, és október 11-én a héten a 10 legkelendőbb album között maradt.  A Mini World limitált kiadású CD / DVD verzióját 2014 novemberében adták ki, két új dallal, a Tourner dans le vide és a Love story zenekari verzióival, az SOS akusztikus változatával, valamint az album számos számának élő előadásainak videóival.  A Mini World második, limitált kiadása, 2015 februárjában tartalmazza az eredeti kiadás tíz számát, az első limitált kiadás két új dalát és egy újabb dalt.  A Mini World sikert ért el mind Franciaországban, ahol ez volt a 2014. év harmadik legkelendőbb albuma, mind az országon kívül, ahol a 2014-es bestseller Lengyelországban és a 2014-es bestseller Belgiumban.  
2014 októberében Indila elnyerte az MTV Europe Music Awards 2014 legjobb francia művészének díját. Ő nyerte a Az Év Legjobb Albuma díjat Mini World albumával. A 30. Victoires de la Musique rendezvényen Indila a tíz művész között volt, aki 2015-ben elnyerte az European Border Breakers Awards díjat.  
2019. november 14-én Indila visszatért új kislemezével, a „Parle à ta tête” című dallal, és zenei videójával.

## Diszkográfia

### Albumok
| Cím        | Album adatai                                                    | Toplistás helyezések | Toplistás helyezések | Toplistás helyezések | Toplistás helyezések | Toplistás helyezések | Toplistás helyezések | Minősítések                                  |
| Cím        | Album adatai                                                    | FRA                  | BEL (VL)             | BEL (WA)             | GER                  | POL                  | SWI                  | Minősítések                                  |
| ---------- | --------------------------------------------------------------- | -------------------- | -------------------- | -------------------- | -------------------- | -------------------- | -------------------- | -------------------------------------------- |
| Mini World | - Kiadás dátuma: 2014. február 24 - Kiadó: Capitol Music France | 1                    | 16                   | 1                    | 32                   | 1                    | 11                   | - FRA: Gyémánt - POL: Gyémánt - BEL: Platina |

### Kislemezek
| Cím | Év   | Toplistás helyezések | Toplistás helyezések | Toplistás helyezések | Toplistás helyezések | Toplistás helyezések | Toplistás helyezések | Toplistás helyezések | Toplistás helyezések | Toplistás helyezések | Toplistás helyezések | Minősítések                   | Album      |
| Cím | Év   | FRA                  | AUT                  | BEL (VL)             | BEL (WA)             | GER                  | POL                  | SWI                  | GRE                  | ISR                  | TUR                  | Minősítések                   | Album      |
| --- | ---- | -------------------- | -------------------- | -------------------- | -------------------- | -------------------- | -------------------- | -------------------- | -------------------- | -------------------- | -------------------- | ----------------------------- | ---------- |
| "Dernière danse" | 2013 | 2                    | 72                   | 5                    | 2                    | 47                   | 3                    | 15                   | 1                    | 1                    | 1                    | - FRA: Platina - BEL: Platina | Mini World |
| "Tourner dans le vide" | 2014 | 13                   | 2                    | 18                   | 11                   | 28                   | 78                   | 89                   | 10                   | 96                   | 23                   |                               | Mini World |
| "S.O.S" | 2014 | 8                    | —                    | —                    | 3                    | —                    | 6                    | 60                   | 10                   | —                    | —                    |                               | Mini World |
| "Run Run" | 2014 | 59                   | —                    | —                    | —                    | —                    | —                    | —                    | —                    | —                    | —                    |                               | Mini World |
| "Love Story" | 2014 | 57                   | —                    | —                    | 49                   | —                    | —                    | —                    | —                    | —                    | —                    |                               | Mini World |
| "Parle à ta tête" | 2019 | 2*                   | —                    | —                    | 42 (tip)             | —                    | —                    | —                    | —                    | —                    | —                    |                               | TBA        |
| A "—" olyan kiadásokat jelöl, amelyek nem értek el helyezést vagy nem jelent meg a régióban * A "Parle à ta tête" nem lett listázva a Francia Kislemezek Toplistáján (letöltés + streaming), de elérte a 2. helyezést a Letöltések listáján. |      |                      |                      |                      |                      |                      |                      |                      |                      |                      |                      |                               |            |

### Egyéb toplistás dalok
| Cím                   | Év   | Toplistás helyezés | Album                                    |
| Cím                   | Év   | FRA                | Album                                    |
| --------------------- | ---- | ------------------ | ---------------------------------------- |
| "Tu ne m'entends pas" | 2014 | 116                | Mini World                               |
| "Boîte en argent"     | 2014 | 121                | Mini World                               |
| "Mini World"          | 2014 | 136                | Mini World                               |
| "Ego"                 | 2014 | 149                | Mini World                               |
| "Comme un bateau"     | 2014 | 153                | Mini World                               |
| "Feuille d'automne"   | 2014 | 80                 | Mini World Deluxe Edition (bónusz dalok) |
| "Ainsi bas la vida"   | 2014 | 103                | Mini World Deluxe Edition (bónusz dalok) |

### Mint kiemelt művész
| Cím                                             | Év   | Toplistás helyezések | Toplistás helyezések | Toplistás helyezések | Album          |
| Cím                                             | Év   | FR                   | BEL (WA)             | SWI                  | Album          |
| ----------------------------------------------- | ---- | -------------------- | -------------------- | -------------------- | -------------- |
| "Criminel" (TLF és Indila)                      | 2010 | —                    | —                    | —                    | Renaissance    |
| "Poussière d'empire" (Nessbeal és Indila)       | 2010 | —                    | —                    | —                    | NE2S           |
| "Hiro" (Soprano és Indila)                      | 2010 | 26                   | 27                   | —                    | La colombe     |
| "Thug mariage" (Rohff és Indila)                | 2011 | —                    | —                    | —                    | La cuenta      |
| "Bye Bye Sonyé" (DJ Abdel és Indila)            | 2011 | —                    | —                    | —                    | Evolution 2011 |
| "Dreamin'" (Youssoupha és Indila & Skalpovitch) | 2012 | 14                   | 8* (Ultratip)        | 65                   | Noir désir     |
| "Garde L'équilibre" (H Magnum és Indila)        | 2015 |                      |                      |                      | Gotham City    |

* Nem a hivatalos belga Ultratop 50 listákon jelentek meg, hanem az Ultratip listák alatt lévő buborékokban.

### Egyéb dalok
| Cím            | Előadó          | Év   | Album               |
| -------------- | --------------- | ---- | ------------------- |
| "Invitaation"  | Vitaa           | 2009 | Celle que je vois   |
| "Trinité"      | L'Algérino      | 2010 | Effet miroir        |
| "À L'ancienne" | 113 (band)      | 2010 | Universel           |
| "Press pause"  | OGB             | 2011 | La mémoire          |
| "Yema"         | Kayna Samet     | 2012 | A coeur ouvert      |
| "Plus jamais"  | Sultan (rapper) | 2012 | Des Jours Meilleurs |

## Dalszövegírói tevékenysége
A Mini Worldben és a Parle à ta tête-n  megjelenő dalok mellett Indilát a következő dalok dalszerzőjének tekintik:
- 2010: "Poussière d'empire" –  Nessbeal feat. Indila[45]
- 2010: "J'ai besoin d'y croire" –  Admiral T feat. Awa Imani[14]
- 2010: "Thug mariage" – Rohff feat. Indila
- 2011: "Bye Bye Sonyé" – DJ Abdel feat. Indila[46]
- 2012: "Avec toi" – Axel Tony featuring Tunisiano
- 2012: "Plus haut" – M. Pokora
- 2012: "Plus jamais" – Sultan[47]
- 2012: "Dreamin' " – Youssoupha feat. Indila & Skalpovitch
- 2013: "Ma reine" –  Axel Tony feat. Admiral T
- 2016: "Baila" – Ishtar
- 2016: "Pour toi et moi" – Ishtar

## Fordítás
- Ez a szócikk részben vagy egészben  az   Indila című angol Wikipédia-szócikk ezen változatának fordításán alapul.  Az eredeti cikk szerkesztőit annak laptörténete sorolja fel. Ez a jelzés csupán a megfogalmazás eredetét és a szerzői jogokat jelzi, nem szolgál a cikkben szereplő információk forrásmegjelöléseként.